# Anastasius z Persie
Svatý Anastasius z Persie rodným jménem Magundat († 22. ledna 628), byl křesťanský mnich a mučedník. Pocházel z Persie a před svou konverzí ke křesťanství působil ve vojsku Husrava II. V ikonografii se zobrazuje jako starý muž bez pokrývky hlavy v jedné ruce držící kříž. V roce 628 byl oběšen.